# پنجاه‌پنجاه (فیلم ۱۹۱۶)
پنجاه‌پنجاه (به انگلیسی: Fifty-Fifty) یک فیلم درام به کارگردانی آلن دوان است که در سال ۱۹۱۶ منتشر شد. از بازیگران این فیلم می‌توان به نورما تلمج اشاره کرد.